# Коберн (Виргиния)
Коберн (англ. Coeburn) — город в округе Уайз  в штате Виргиния США. По данным переписи 2020 года, численность населения составляла 1598 человек.

## Население
| 2010 | 2020  |
| ---- | ----- |
| 2139 | ↘1598 |